# Dzhungarocosa omelkoi
Espèce
Dzhungarocosa omelkoi est une espèce d'araignées aranéomorphes de la famille des Lycosidae.

## Distribution
Cette espèce est endémique du Kazakhstan. Elle se rencontre au dessus de 2 900 m d'altitude dans les Dzhungarian Alatau.

## Étymologie
Cette espèce est nommée en l'honneur de Mikhail M. Omelko.

## Publication originale
- Fomichev & Marusik, 2017 : A survey of East Palaearctic Lycosidae (Araneae). 13. A new genus of spiny-legs Pardosinae from Eastern Kazakhstan. Zootaxa, no 4320(2), p. 339-350.